# Армін Майвес
Армін Майвес (нім. Armin Meiwes) — німецький злочинець, відомий вбивством та канібалізмом. У 2001 році Майвес вбив і з'їв частину тіла іншого чоловіка — Бернда Юргена Брандеса, та заявляв, що Брандес добровільно погодився на цей акт. Цей випадок став відомим як справа «Канібал з Роттенбурга». Майвес був засуджений до довічного ув'язнення у 2006 році й вважається одним із найвідоміших злочинців у кримінальній історії Німеччини.

## Раннє життя
Армін Майвес народився 1 грудня 1961 року в Ессені, Німеччина, як єдина дитина Вальтрауди Майвес (1919—1999). Він мав двох старших зведених братів від попередніх стосунків батька з іншою жінкою. Родина, яка спочатку була фінансово заможною, розпалася, коли батько покинув Арміна, якому було п'ять років, та залишив його на виховання матері. Згодом, коли хлопчику було вісім років, родину залишили і двоє його братів — один брат, Вольфганг, став священником у Берліні, інший, Інгольберт, переїхав в інше місце.

Армін виріс з матір'ю у великому будинку в німецькому містечку поблизу Касселя. Колишній шкільний друг Майвеса згадує Вальтрауду Майвес як владну фігуру, що публічно лаяла сина. Проживаючи наодинці з сином до самої смерті, вона постійно втручалася в його життя, обирала одяг, слідкувала за його режимом сну, супроводжувала на побаченнях з дівчатами на задньому сидінні автомобіля та їздила на військові походи на початку 1980-х років, коли він служив у німецькій армії. Сусід Майвесів Йорг Монкермеллер сказав:
«Він був маминим сином. Вона була його кумиром. Він завжди намагався завоювати її схвалення — проводив більшу частину свого часу, доглядаючи за нею». 
У документальному фільмі поведінка Майвеса в дитинстві описувалася «як і в більшості інших дітей його віку — він любив тварин і вважав сільське життя ідилічним». Поруч із цим, під час зустрічі з поліцейськими експертами Майвес зазначав, що його бажання канібалізму виникло в ранньому віці та пов'язане з казкою «Гензель і Гретель», де зла відьма викрала двох дітей, щоб відгодувати їх на забій — з восьми років Майвес почав фантазувати про вбивство та пожирання когось, зокрема своїх однокласників. Створювати усвідомлені канібальські фантазії він почав у підлітковому віці, коли вони з матір'ю жили наодинці у величезному маєтку. Майвес збирав матеріали про злочини Фріца Гаармана, Ганноверського вампіра, який убив щонайменше 26 молодих людей у 1920-х роках, різав своїх жертв і пив їхню кров. Потім Майвес купив ляльку Барбі й розчленував її, зберігаючи деталі в замкненому сейфі, щоб його мати не знайшла їх. Вона нічого не знала про його фантазії та сумніви щодо своєї сексуальності. Майвес також зазначав, що почувався «дуже самотнім» після того, як «сім'я розпалася», та стверджував у суді, що самотнє дитинство спонукало його створити «Френкі» — уявного брата, який його слухав.
Згодом Армін Майвес переїхав до села Вюстефельд у Ротенбурзі-на-Фульді, і працював техніком з ремонту комп'ютерів. У юності він захопився комп'ютерами й колись планував розбагатіти, заснувавши комп'ютерну школу в садибі, однак так і не зміг зібрати гроші, щоб реалізувати цю ідею. Його дитяче захоплення канібалізмом залишилося з ним на все життя, він знайшов і відвідував інтернет-форуми, пов'язані з канібалізмом й екстремальними фетишами. У звичайному житті він «косив газон у свого сусіда, допомагав друзям лагодити їхні машини та влаштовував чарівні обіди», його описували як «доброзичливу та чуйну людину». У Майвеса також була наречена — Петра Циннгаузер, але через дев'ять місяців вони розлучилися, тому що, як він згадував пізніше, і вона, і її мати були «занадто сильними» жінками.
Бажання Майвеса щодо вбивства та канібалізму стало сильнішим після смерті його матері 2 вересня 1999 року. Їй було 77, йому 37. Деякий час Вальтрауда Майвес страждала від раку, й Армін піклувався про неї.

## Убивство Бернда Брандеса

### Пошук жертви
Після смерті матері Майвес сказав, що почав «друге життя» в Інтернеті й випадково натрапив на чати про канібалізм, де люди пропонували себе з'їсти. Одного разу він склав шматочки свинини у формі пеніса і з'їв їх. Згодом зізнався, що мав непереборне бажання з'їсти людину дощенту та нерозривно пов'язував із дедалі сильнішими гомосексуальними нахилами. Він підтримував гомосексуальні стосунки серед своїх армійських друзів, але також відвідував бари з повіями. У 2001 році Армін Майвес розмістив оголошення під назвою «Dinner — or your dinner» про пошук добровільної жертви на тоді активному форумі Cannibal Café у даркнеті. В оголошенні було зазначено, що він шукає: 
«Добре складеного хлопця віком від 18 до 25 років, якого можна зарізати, а потім спожити». 
Багато людей відгукнулися на цей пошук, зустрічалися з Майвесом у готелі та розігрували канібальські вчинки, але коли дізнавалися про всі деталі та серйозні наміри — відмовлялися. Першою потенційною жертвою вбивці мав стати чоловік на ім'я Борг Хосе. Проте поки Хосе лежав на столі в очікуванні, коли його розріжуть, він поскаржився, що почувається погано, і попросив, щоб його відпустили, на що Майвес погодився. Своєю чергою Бернд Юрген Армандо Брандес, який відгукнувся на оголошення у березні 2001 року, погодився, щоб його розчленували для сексуального задоволення та з'їли як «смачні шніцелі та стейки», а також хотів з'їсти частину самого себе. На відміну від інших, Брандес продовжував діяти згідно з планом Майвеса навіть тоді, коли дізнався про всі подробиці. Слідчі виявили, що Майвес спілкувався в Інтернеті з більш ніж 200 людьми, які ділилися фантазіями, тоді як сам канібал стверджував, що таких, як він сам, понад 800 осіб.

#### Бернд Юрген Армандо Брандес
Бернд Брандес був 43-річним високооплачуваним інженером із Берліна. Коли він відгукувався на оголошення Майвеса, то применшив свій вік на 5 років, щоб бути більш привабливим. Хоча Брандес виглядав зовні врівноваженим, прокуратура заявила, що він страждав від важкого психічного розладу та «сильного бажання самознищення». Як зазначається, у нього було нещасливе дитинство — у 1963 році на сімейному святі його мати загинула, коли її автомобіль врізався в дерево. Його батько, шанований лікар, відмовився визнати, що це був нещасний випадок. Він сказав п'ятирічному Бернду, що його мати вбила себе. Хлопчика виховували няні, а потім і мачуха. Він здавався нормальною дитиною, був відмінником у школі, став цінним експертом у Siemens group. Брандес мав дівчину, яка повідомила німецькому телебаченню, що вони розлучилися після того, як чоловік розповів, що йому також подобаються чоловіки. Він сказав друзям, що він бісексуал, і відчув, що його зацікавили вебсайти людоїдів.

### Убивство та канібалізм
Армін Майвес і Бернд Брандес зустрілися 9 березня 2001 року в будинку Арміна в маленькому містечку Вюстефельд, на захід від Ротенбурга-на-Фульді. За словами Майвеса, вони займалися сексом, але Брандес був незадоволений, адже «хотів, щоб його з'їли живцем» і не міг цього дочекатися. Вони зробили відеозапис, на якому видно, як Брандес погоджується на всі наступні дії (ампутацію, канібалізм та вбивство) та ковтає 20 снодійних пігулок, пляшку сиропу від кашлю й півпляшки шнапсу з метою сповільнити дихання, спричинити відчуття сильної втоми та сонливості, а також притупити біль від ампутації. Після того, як ліки почали діяти, Брандес просить Майвеса відкусити свій пеніс, але зробити це не вдається. Після цього Майвес ножем ампутував пеніс — вони намагалися з'їсти його разом, однак, як повідомляється, Брандес був занадто слабкий через крововтрату, щоб їсти. Потім Армін відрізав частину жирової тканини Брандеса, обсмажив пеніс на сковороді з нею, сіллю, перцем, вином і часником та згодом згодував пеніс собаці, оскільки він підгорів.
Згодом Майвес залишив Брандеса, який то приходив у свідомість, то втрачав її, стікати кров'ю у ванні, і пішов читати роман «Зоряний шлях». Протягом 10 годин Брандес був ще живий — вбивця перевіряв жертву кожні 15 хвилин і зрештою убив рано вранці, вдаривши ножем у горло, після чого підвісив тіло на гак для м'яса. Майвес обезголовив, розчленовував і їв труп Брандеса протягом наступних 10 місяців; він порізав Брандеса на шматки, частини його тіла зберігав у морозильній камері під коробками від піци, кістки перетирав у борошно, а череп закопав у своєму саду. Окрім цього, він записав процес канібалізму на чотиригодинну відеокасету. Її ніколи не оприлюднювали через жахливий вміст. Відео бачили лише представники суду, оскільки воно було частиною доказів проти Майвеса.
У кімнаті Майвеса також стояли дерев'яна клітка, в яку він садив молодих чоловіків, які, за його словами, були сексуальними іграшками, але не жертвами канібалізму, та залізне ліжко з блакитним квітчастим матрацом, на якому лежали мотузки та шкіряна збруя.

## Арешт і засудження

### Перший розгляд справи
Поліція заарештувала Майвеса в грудні 2002 року — через рік після смерті Брандеса. Про його злочин стало відомо, коли студент коледжу повідомив владу про нові оголошення про пошук жертв в Інтернеті, натякаючи, що Армін планує знову вбити. Слідчі обшукали будинок Майвеса та знайшли заморожені частини тіла й відеозапис убивства. Поліція знайшла залишки тіла в морозильній камері з фальшдном, де, як стверджував Майвес, була дика свиня. Згодом у Арміна Майвеса діагностували шизоїдну особистість, але визнали придатним постати перед судом — професор Столпман описав його як «надзвичайно самовдоволеного та самовпевненого» і «шизоїдну персону», та поруч із цим зазначив, що не виявив жодних ознак психічного захворювання.
У перший день суду за вбивство в грудні 2003 року Майвес заявив: «У мене завжди була фантазія, і врешті-решт я її здійснив». На початку суду він також заявляв, що його мотив убити та з'їсти свою жертву був породжений бажанням мати молодшого брата «Френкі», якого він ніколи не мав — «когось, хто б був частиною мене». Під час судового розгляду Майвес наполягав на тому, що смерть Бранденса була частиною взаємного договору, який ґрунтувався на садомазохістських гомосексуальних фантазіях, але також зазначив, що сподівається, що інші люди з подібними фантазіями звернуться за допомогою, поки не буде занадто пізно. Він самостійно зізнався, що з'їв Бернда Брандеса і висловив співчуття у зв'язку з цим. За словами професора Георга Столпманна, психіатра, який свідчив на суді, Майвес був нездатний виявляти «теплі та ніжні почуття до інших». Окрім цього, професор Майкл Бабер, директор Інституту сексології та сексуальної медицини, припускав, що Майвес:
«Демонструє дуже специфічну форму фетишизму, коли його бажання прихильності та комфорту досягається шляхом контакту з фетишем. У випадку з Арміном Майвесом фетиш — це чоловіче тіло людини, яку він знає і любить, і яка добровільно хоче, щоб він її з'їв». 
Берлінська психіаторка Крістіане Ланг зазначала, що: 
«Майвес мав Едіпів комплекс у своїй любові до матері… Він хотів, перш за все, її любові, а потім любові своїх братів. Відмовляючись від нормальних стосунків і почуттів, він назавжди сповзав ближче до прірви, з якої було б неможливо вибратися». 
У січні 2004 року суддя визнав Майвеса винним у ненавмисному вбивстві та засудив до восьми років і шести місяців позбавлення волі. Він мав би право на умовно-дострокове звільнення через 15 років. Такий вирок був частково обумовлений тим, що вбивця не намагався змусити Бернда Брандеса зробити щось проти його волі. Під час суду Армін згадував, як розморожував і готував частини Брандеса в оливковій олії та часнику. Зрештою Майвес з'їв 20 кг тіла, перш ніж його заарештували. В інтерв'ю The Independent у 2016 році Армін Майвес також зазначав: 
«Я взяв свій найкращий обідній сервіз і засмажив шматок рамстейка — шматочок з його спини — зробив те, що я називаю картоплею принцеси, і брюссельську капусту. Приготувавши їжу, я з'їв її. Перший укус був, звичайно, дуже дивним. Це було відчуття, яке я не можу описати. Я провів понад 40 років, прагнучи цього, мріючи про це… І тепер у мене виникло відчуття, що я справді досягаю ідеального внутрішнього зв'язку через його (Брандеса) тіло. М'якоть на смак нагадує свинину, але міцніша».
ЗМІ охрестили Майвеса «канібалом з Ротенбурга» та «Der Metzgermeister», що означає «майстер-різник».

### Другий розгляд справи
Деталі справи були переглянуті після того, як федеральний суд постановив, що засудження за ненавмисне вбивство має бути скасоване, оскільки вирок у вісім з половиною років ув'язнення був занадто м'яким. У попередньому судовому процесі прокурори стверджували, що Майвеса слід було ув'язнити довічно за вбивство, тоді як команда захисту стверджувала, що смерть була «вбивством із милосердя, оскільки жертва добровільно брала участь». Апеляційний суд призначив новий судовий розгляд на основі вбивства, яке було здійснене для сексуального задоволення.
У травні 2006 року відбувся повторний розгляд справи — цього разу суддя визнав Майвеса винним у вбивстві та засудив до довічного ув'язнення. Франкфуртський суд відкинув аргумент про те, що акт канібалізму був рівнозначним евтаназії, оскільки Брандес хотів, щоб його з'їли. Тоді ж психолог заявив, що Майвес міг повторно вчинити злочин, оскільки «все ще мав фантазії про пожирання плоті молодих людей». Арміна Майвеса ніколи не звинувачували в канібалізмі, тому що на той час це не було злочином у Німеччині. Поряд із цим, він став першою людиною в Німеччині, яку звинуватили у «вбивстві заради сексуального задоволення».
9 березня 2006 року, поки Майвес очікував повторного розгляду своєї справи, у Німеччині мав вийти фільм жахів «Rohtenburg» про його злочин. Проте вихід фільму в країні був заборонений судом Касселя, який визнав, що права Майвеса переважають над свободою творчості. Злочинець сам подав апеляцію щодо заборони майбутнього байопіка, адже був проти того, щоб стати об'єктом фільму жахів. Через три роки відбувся суд у Карлсруе, який дійшов висновку, що суспільний інтерес до фільму переважує скаргу на завдання емоційної шкоди Майвесу, тому 18 червня 2009 року в Німеччині відбулася прем'єра фільму.

## Подальше життя
У жовтні 2008 року Армін Майвес подав прохання про скорочення вироку до Федерального конституційного суду Німеччини, яке було відхилене. Убивця відбуває довічне ув'язнення у в'язниці Касселя в Німеччині. Перебуваючи за ґратами, він став вегетаріанцем. У 2018 році суд Франкфурта також відхилив апеляцію Майвеса на постійне звільнення. Однак, як повідомляє газета The Sun, йому дозволено тимчасово залишати в'язницю та ходити по вулицях у маскуванні в рамках схеми звільнення з в'язниці.

## Особисте життя
Армін Майвес є бісексуалом.

## У кінематографі
- «Bodyshock» (2003) — серіал, у якому Армін Майвес згадується у серії «Чоловік, який з'їв свого коханого»[19].
- «Most Evil» (2006—2015) — серіал, у якому Майкл Стоун з Колумбійського університету розповідає про коріння зла в людях, досліджуючи вчинки відомих злочинців і звичайних людей, та оцінює їх за своєю «шкалою зла»[20]. Армін Майвес з'являється у 14 серії 2 сезону, яка присвячена канібалам та вампірам[21].
- «Rohtenburg (2006/2009)» — психологічний фільм жахів, натхненний справою Арміна Майвеса[15].
- «Der Kannibale von Rotenburg — Das Interview, ungekürzt und unzensiert» (2007) — ексклюзивне інтерв'ю з Арміном Майвесом[22].
- «The Cannibal Next Door» (2023) — фільм про історію Арміна Майвеса, яка розказана близькими до справи людьми, що обговорюють, як життя вбивці та жертви призвели до спільної фатальної ночі[23].